# 朴哲圭
朴 哲圭（パク・チョルギュ、朝鮮語: 박철규、1895年または1898年 - 没年不詳）は、日本統治時代の朝鮮および大韓民国の教員、公務員、政治家。第2代韓国国会議員。

## 経歴
忠南礼山出身。京城師範学校（現・ソウル大学校）練習科卒。国民学校の教員を17年間務めた後、京畿道課長を経て、解放後に京畿道学務局視学官・学務課長、大韓教育連合会事務局長を務めた。1950年の第2代総選挙では大韓独立促成国民会の候補として礼山郡選挙区から当選したが、同年の朝鮮戦争の最中に北朝鮮に拉致された。